# Halldor Gunnløgsson
Jakob Halldor Gunnløgsson, född 23 januari 1918 i Frederiksberg i Danmark. död 12 april 1985 i Rungsted, var en dansk modernistisk arkitekt.
Halldor Gunnløgsson var son till köpmannen Halldor Johannes Gunnløgsson och skådespelerskan Else Sten. Han utbildade sig på Det Kongelige Danske Kunstakademi i Köpenhamn för Kay Fisker och Steen Eiler Rasmussen, med examen 1942.
Han var från 1959 professor i byggnadskonst vid Kunstakademiet i Köpenhamn. Han var under tidigare år i hög grad inspirerad av Gunnar Asplunds arkitektur. Under ett par år från 1942 arbetade han tillsammans med Jørn Utzon på Hakon Ahlberg arkitektbyrå i Stockholm. 
Under 1950- och 1960-talen var Halldor Gunnløgsson med om att prägla byggandet av enfamiljshus i Danmark med byggnader i amerikansk och traditionell japansk arkitekturstil. Detta kom särskilt till uttryck i Halldor Gunnløgssons egen villa i Rungsted. Han fick Eckersbergmedaljen 1953 för en egen villa i Vedbæk. Han hade 1952–87 ett arkitektkontor tillsammans med Jørn Nielsen (1919–96).
Han var gift med Lillemor Rinde (född 1919).

## Verk i urval
- Egen villa vid Elmevej i Vedbæk 1951–52
- Egen villa vid Rungsted Strandvej 68, 1958, i Rungsted, norr om Köpenhamn, byggnadsminne sedan 1989
- Fiskeri- og søfartsmuseet i Esbjerg 1966–68 (tillsammans med Jørn Nielsen)
- Udenrigsministeriet, Christianshavn i Köpenhamn 1977–80 (tillsammans med Jørn Nielsen)
- Tårnby Rådhus i Tårnby 1957–59 (tillsammans med Jørn Nielsen)
- Höghuset Præstevænget i Ballerup 1963 (tillsammans med Jørn Nielsen)
- Rådhuset i Fredericia 1963–65 (tillsammans med Jørn Nielsen)
- Gammel Holte kirke i Vedbæk 1977–78 (tillsammans med Jørn Nielsen)